# Ermita de la Mare de Déu del Remei d'Utiel
L'ermita del Remei (o Santuari de la Mare de Déu del Remei) és un edifici religiós a la comarca Requena-Utiel, a 10 quilòmetres de la vila d'Utiel, on es venera a la Verge del Remei, Patrona de la Ciutat. Està situat a 1.092 metres d'altitud, dins la serra d'Utiel o del Negrete, als peus del pic del Remei.

## Arquitectura
La seua construcció data de 1564, continuant ininterrompudament, amb ampliacions que han modificat els caràcters de la seva primitiva arquitectura. La petita església d'estil barroc, amb cúpula esfèrica, data de 1725.
L'interior és d'una nau amb tram únic que correspon al cor. La capçalera té volta bufada, i la sagristia d'aresta. L'obra és de pedra saldonera. Dins de l'interior de l'ermita trobem el tríptic l'Adoració dels Reis Mags, de Vicent Macip, i també el sarcòfag del primer ermità, Juan d'Argés. Hi ha un interessant treball de forja en els penells.

## Galeria d'imatges

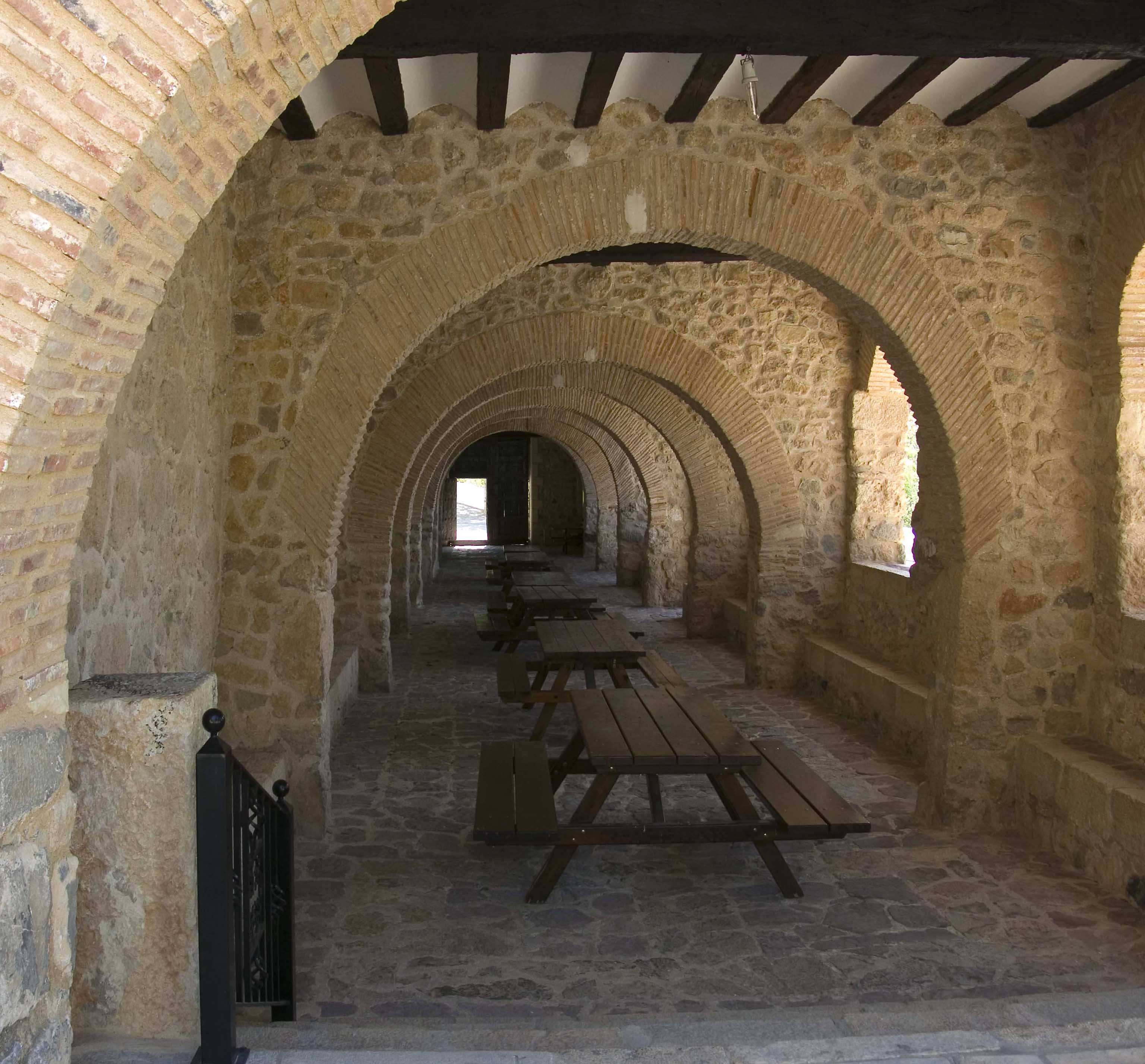
Ermita del Remei (Utiel),
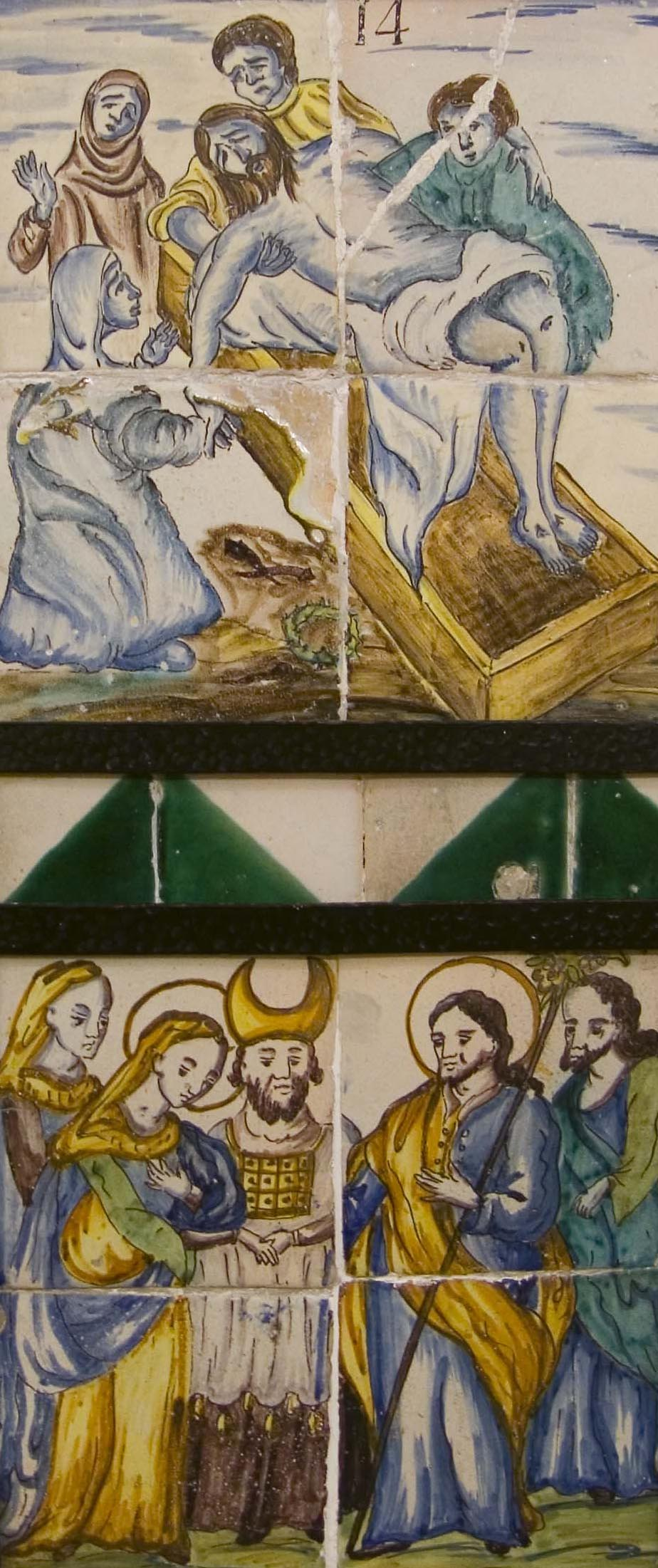
Detall, Ermita del Remei
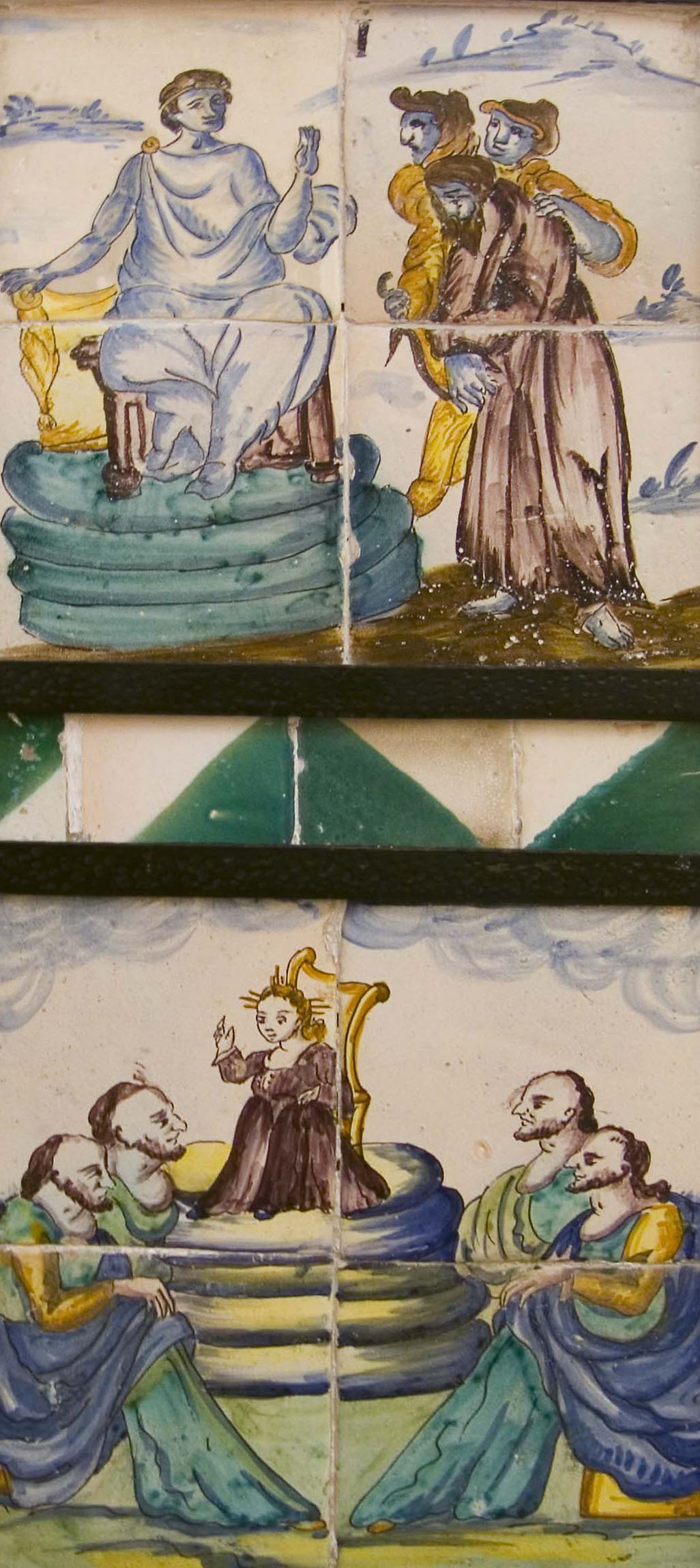
Detall, Ermita del Remei
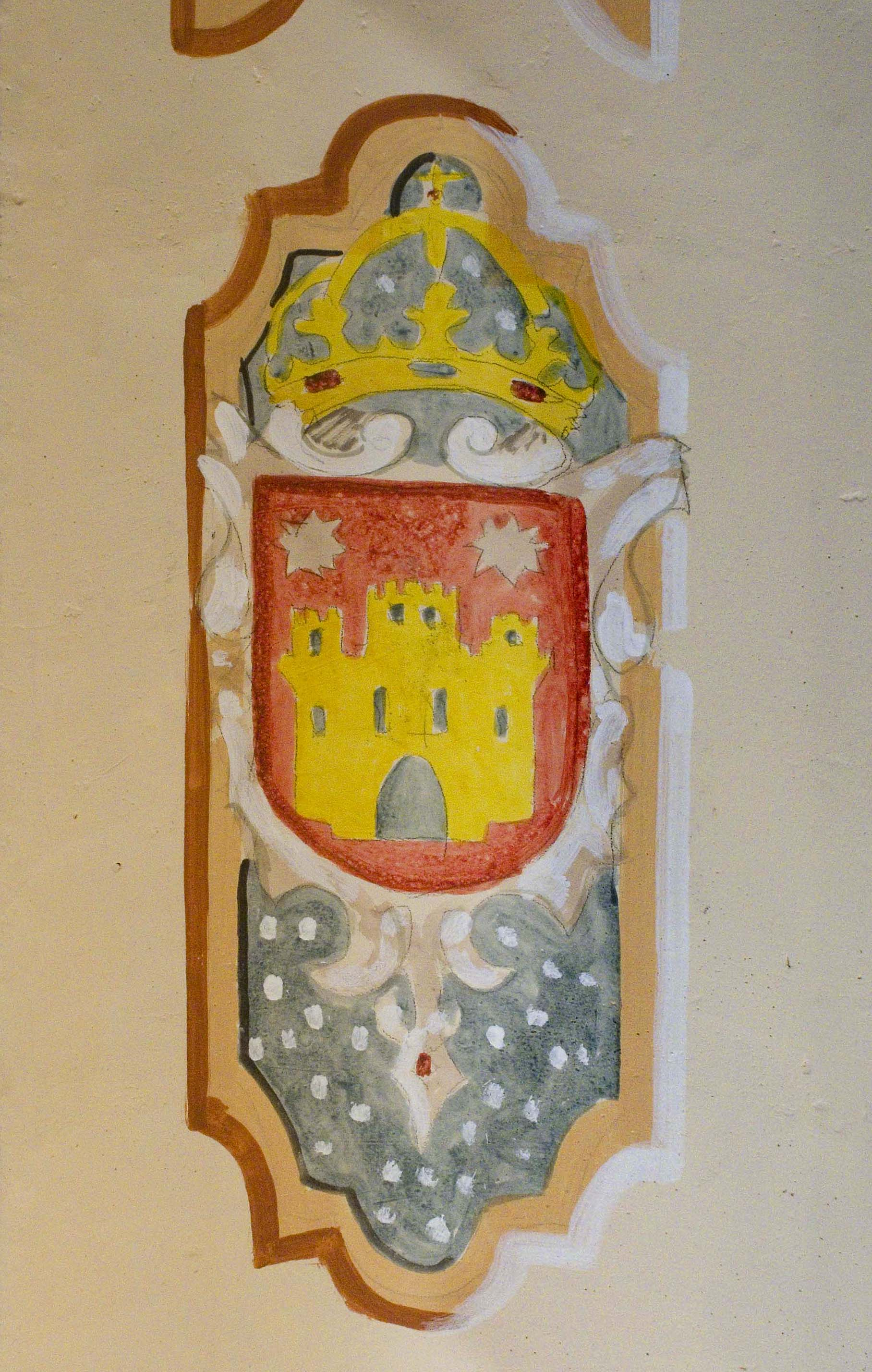
Escut d'Utiel.
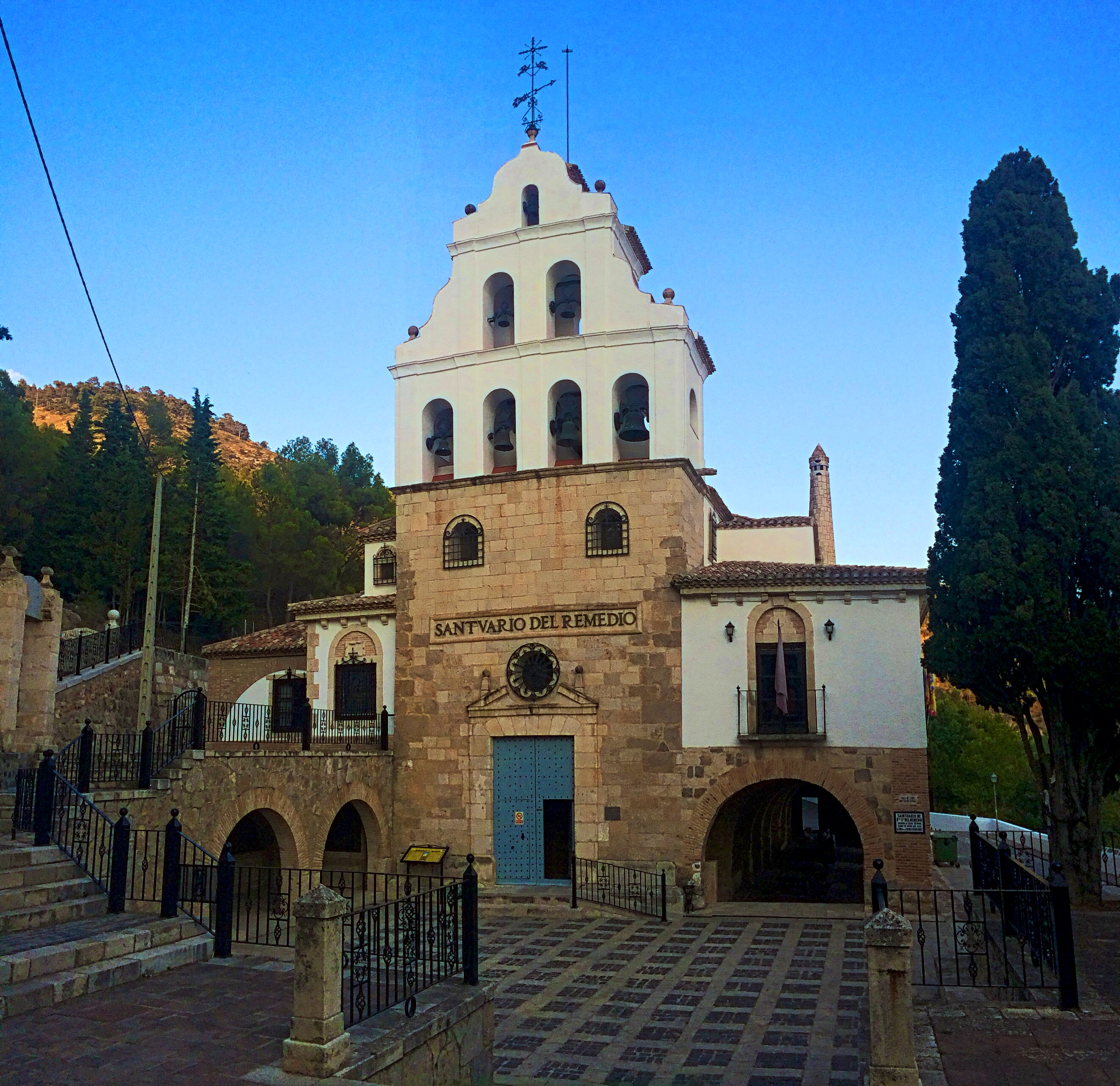
Façana de l'edifici.